# Adventures in Diplomacy
Adventures in Diplomacy és una pel·lícula muda de l'Éclair American dirigida per Oscar A.C. Lund i protagonitzada per Alec B. Francis i Belle Adair. La pel·lícula, basada en el relat "Elusive Isabel" de Jacques Futrelle que s'havia publicat per entregues al Saturday Evening Post poc temps abans es va estrenar el 16 de setembre de 1914. Tot i que inicialment es va filmar en sisbobines, es va estrenar en dues parts de tres bobines cadascuna amb tres mesos de diferència, la primera aquesta i posteriorment, el desembre de 1914, les altres tres amb el títol “For the Mastery of the World”. Tot i que aquesta primera primera part ja tenia un argument complert, la segona li conferia un clar final feliç.

## Argument
Un govern estranger encarrega a dos espies que aconsegueixin a tot preu un tractat secret que es troba en poder de l'ambaixador de Veneçuela. El tractat implica els assumptes de Veneçuela i Mèxic. Rosa Morini i el seu germà, el príncep, deixen doncs la seva terra natal per aconseguir la missió. Un cop allà els espies preparen un complot per tal que si es talla la seva fugida exploti l'ambaixada. Això s'aconseguirà gràcies a un artefacte mecànic secret amagat a les seves habitacions i controlat per un còmplice expert en química analítica. L'oficina del servei secret del govern s'assabenta de la presència dels espies gràcies a la recepció d'un missatge xifrat provinent de Barcelona que descriu el complots, i encarrega el cas a Grimm, el cap dels agents de l'organització.
Rosa i el seu germà, a través del comte de Rosini, són convidats al Ball de l'Ambaixada. Durant el sopar, la Rosa fingeix que es desmaia i mentre l'ambaixador mexicà l'acompanya a una altra habitació el seu germà l'ataca. El príncep no troba el paper però descobreix la combinació a la caixa forta, i tots dos s'escapen. La nit següent, Rosa, disfressada de noi, entra a casa de l'ambaixador i evitant la guàrdia obre la caixa forta. Per desviar les sospites llença bosses de diners per la finestra per tal que es cregui que ha estat un robatori. Mentrestant, el germà, que està a la finestra, està impacient veient que no torna per lo que se’n va i la deixa al seu destí. Ella queda atrapada a l'habitació i abandonada pel seu germà. En ser detinguda ho confessa tot a Grimm. Mentrestant, el príncep es fa passar pel xofer de l'ambaixador i condueix els oficials al seu cau. A punta de pistola intenta forçar que li revelin el tractat secret. En aquell moment Rosa torna i per calmar les sospites del seu germà li mostra els diners. Mentre parlen Grimm apareix i deté el príncep. Goig de ràbia intenta matar la seva germana. El còmplice químic en prem un botó que fa explotar una bomba provocant que fa el príncep quedi inconscient. És conduït a una cel·la mentre la noia és protegida per Grimm que pensat que potser la podrà convertir en la seva aliada i potser en alguna cosa més.

## Repartiment
- Alec B. Francis (Mr. Grimm dels serveis secrets)
- Belle Adair (Rosa Morini)
- Frederick Truesdell (ambaixador de Venezuela)
- Edward Roseman (príncep Morini)
- Lindsay J. Hall (acompanyant de l'ambaixador)
- J. Gunnis Davis